# Pretzsch
Pretzsch var tidigare en självständig stad men är sedan den 1 juli 2009 en del av Bad Schmiedeberg. Pretzsch är beläget i Landkreis Wittenberg i det tyska förbundslandet Sachsen-Anhalt och hade 1 595 invånare år 2007.
Pretzsch nämns för första gången i ett dokument från år 981.